# François Jean Baptiste Quesnel
François Jean Baptiste Quesnel (* 18. Januar 1765 in Saint-Germain-en-Laye; † 8. April 1819 in Paris) war ein französischer Général de division.

## Leben
Mit 17 Jahren trat Quesnel am 18. Juli 1782 als Kadett in die königliche Armee ein. Er konnte sich durch Tapferkeit auszeichnen und wurde bald schon befördert: Caporal (18. September 1783), Sergent (10. Oktober 1784) und ab 7. Juli 1786 arbeitete er als Hufschmied.
Begeistert von den Idealen der Revolution, blieb er in der Armee und wurde nach einigen Feldzügen am 26. Dezember 1793 zum General befördert. Während dieser Zeit diente Quesnel u. a. in den Pyrenäen. Zusammen mit Jacques François Dugommier und André de la Barre kämpfte er bei Le Boulou (30. April 1794) und Le Perthus (→Fort de Bellegarde). Bei der Niederschlagung des Vendée-Aufstands war Quesnel ebenfalls beteiligt.
Nach dem Staatsstreich (4. September 1797) wurde Quesnel verdächtigt, als Königstreuer gegen Napoleon und den Staat zu agieren. Gegen ihn sprach auch seine Heirat mit einer Adeligen. Erst als die Generäle Charles Pierre François Augereau und Louis Lemoine für ihn bürgten, konnte Quesnel in Amt und Würden bleiben.
1799 kämpfte Quesnel unter Führung von General Paul Grenier in Italien. Er nahm an den Gefechten vor Verona (26. März 1799), Magnano (5. April 1799) und an der Adda (25./27. April 1799). Für seine Tapferkeit vor Novi (15. August 1799) und Marengo (14. Juli 1800) wurde er ausgezeichnet.
1807 kam Quesnel in den Stab von General Andoche Junot und half mit, Napoleons Interessen in Spanien durchzusetzen. Er war an der Niederschlagung des Aufstands in Madrid (2. Mai 1808) beteiligt und kämpfte bei La Coruña (16. Januar 1809). Unter Führung von Maréchal Nicolas Jean-de-Dieu Soult kämpfte er Oporto (12. Mai 1809) und war bei der Belagerung von Figueres (→Castell de Sant Ferran) beteiligt.
Als Napoleon 1813 Eugène de Beauharnais nach Italien entsandte, übernahm Quesnel im Stab Général von Jean-Antoine Verdier neue Aufgaben. Mit eigenem Kommando kämpfte er tapfer bei Feistritz (6. September 1813), bei Bassano del Grappa und Caldiero (15. November 1813). Am 8. Februar 1814 führte er während der Schlacht am Mincio im Korps Verdier eine Division und kehrte dann nach Frankreich zurück.
Nach der Arcis-sur-Aube (20./21. März 1814) wechselte Quesnel in den Stab von Napoleon und nahm auch an der Schlacht bei Paris (30. März 1814) teil. Nach der Abdikation Napoleons (→Vertrag von Fontainebleau) wechselte Quesnel die Seiten und unterstützte König Ludwig XVIII. Als Napoleon die Insel Elba verlassen hatte und dessen „Herrschaft der Hundert Tage“ begannen, schloss sich Quesnel sofort wieder dem Kaiser an. In Marschall Louis Gabriel Suchets Stab diente er in der Armée des Alpes (Alpenarmee).
Nach der Schlacht bei Waterloo (18. Juni 1815) kehrte Quesnel nach Frankreich zurück. Am 4. September desselben Jahres wurde er in den Ruhestand verabschiedet und er ließ sich in Paris nieder. Er versuchte, sich politisch zu etablieren und hielt auch weiterhin Napoleon die Treue. Anfang April 1819 fand man ihn ertrunken in der Seine. Da sich bei der Leiche auch einige Wertsachen befanden, schloss man Raubmord aus und der Verdacht fiel bald auf eine politisch motivierte Tat; ein eventueller Selbstmord konnte aber auch nicht ausgeschlossen werden. Beweisen ließ sich bis heute keine dieser Theorien.

## Ehrungen
- 11. Dezember 1803 Chevalier der Ehrenlegion
- 14. Juni 1804 Commandeur der Ehrenlegion
- 1810 Baron de l’Émpire
- 1814 Ordre royal et militaire de Saint-Louis
- Sein Name findet sich am westlichen Pfeiler (37, Spalte) des Triumphbogens am Place Charles-de-Gaulle (Paris).